# Мамедов, Алибаба Балахмед оглы
Алибаба Балахмед оглы Мамедов (азерб. Əlibaba Balaəhməd oğlu Məmmədov; 5 февраля 1930, Маштага — 25 февраля 2022, Баку) — азербайджанский певец, композитор и педагог. Народный артист Азербайджанской ССР (1989).

## Биография
Родился 5 февраля 1930 года в селе Маштага близ Баку, столицы Азербайджанской ССР.
С детских лет проявлял интерес к музыке — играл на нагаре и других музыкальных инструментах. Дядя певца Гюльахмед Мамедов был известным в Баку исполнителем мугамов.
Юность Мамедова пришлась на годы Великой Отечественной войны, рано потерял отца. С 13 лет работал на нефтяных промыслах, позже поступил в нефтяной техникум, который окончил с отличием. По окончании техникума направлен работать в Туркменистан на месторождение Небит-даг, там работал сначала бурильщиком, позже — мастером. После Ашхабадского землетрясения вернулся в Баку.
В 1949 году принял участие в конкурсе юных талантов, исполнив мугам «Чаргях». Исполнение Мамедова высоко оценил Зульфи Адигезалов; по его рекомендации Алибаба Мамедов был принят на работу солистом Азербайджанской государственной филармонии. В 1953—58 годах учился в музыкальном училище имени Асафа Зейналлы в классе ханенде Сеида Шушинского. За короткое время завоевал народную любовь как искусный исполнитель мугамов и народных песен.
В 1968 году основал ансамбль народных инструментов «Хумаюн» при Азербайджанской государственной филармонии, художественным руководителем которого пробыл на протяжении всего его существования, до середины 2000-х годов. С ансамблем выступали народная артистка республики Зумруд Мамедова, заслуженные артисты Т. Ширинов, Юсиф Мустафаев, известные в народе исполнители Сахавет Мамедов, Н. Фейзуллаев и другие.
В 1978—88 годах — солист Азербайджанского государственного гастрольно-концертного объединения.
Один из представителей Баку-Апшеронской школы мугама. Мастерски владел техникой мугама, профессионально применял приёмы азербайджанской народной музыки. Манеру исполнения Мамедова впоследствии переняли его многочисленные ученики. В репертуаре важное место занимали мугамы «Раст», «Шур», «Баяты-Шираз», «Рагаб», «Дэшти» и другие, тэснифы, народные песни и песни композиторов Азербайджана. С песнями изданы кассеты, пластинки фирмы «Мелодия», записи мугамов и песен хранятся в золотом фонде Азтелерадио.
Исполнял также песни собственного сочинения — «Яша хеле» («Живи еще», сл. Гусейн Ариф), «Гял бизе яр» («Приди к нам, любимая», сл. А. Мамедов), «Махаббат» («Любовь», сл. Микаил Мушфик) и другие. Ряд песен занимают важное место в репертуарах народной артистки СССР Зейнаб Ханларовой, народных артистов Азербайджана Рубабы Мурадовой, Шовкет Алекперовой и других. Песня «Вэтэн яхшыдыр», написанная в 1960-х годах Мамедовым на слова Вахида, в недавние годы снискала популярность в исполнении солдата Худаяра Юсифзаде и стала одним из символов Второй карабахской войны в Азербайджане.
Вел педагогическую деятельность, с 1963 года преподавал в музыкальном училище имени А. Зейналлы, с 1988 года — в средней специальной школе имени Бюль-Бюля, позже также и в Азербайджанской государственной консерватории. Среди учеников — народный артист Азербайджана Мамедбагир Багирзаде.
Скончался 25 февраля 2022 года в городе Баку на 93 году жизни.

## Награды и звания
- Орден «Независимость» (3 февраля 2010 года) — за большие заслуги в развитии и пропаганде азербайджанского мугамного искусства[3]
- Орден «Честь» (4 февраля 2020 года) — за особые заслуги в развитии азербайджанской музыкальной культуры[4][5]
- Орден «Слава» (4 февраля 2000 года) — за заслуги в развитии азербайджанской музыкальной культуры[6]
- Народный артист Азербайджанской ССР (1989)
- Заслуженный артист Азербайджанской ССР (1963)
- Международная премия «Золотой чинар» (2009, Азербайджан).
- Персональная стипендия Президента Азербайджанской Республики (11 июня 2002 года)[7]